# Scripted reality
Скриптед-реаліті (іноді також згадується як сценарне-реаліті, скриптед-серіаліті, скриптед-докуреаліті або просто як серіаліті чи докуреаліті; англ. Scripted reality) - піджанр ріаліті-телебачення, де усі або частка подій відбуваються згідно з заздалегідь написаним сюжетом або хоча б сюжетною заготовкою. Часом важко знайти різницю між звичайним ріеліті-шоу та скриптед-серіаліті, але найбільшою відмінністю останнього є те що скриптед-серіаліті зазвичай не дає розв'язці певної сюжетної лінії залежати від випадковості.
У класичному розумінні телеформат телепередач ділиться на scripted tv (формат на основі сценарію) та nonscripted tv (формат без сценарію). Але скриптед-серіаліті стирає межі між цими двома полюсами телеформату та є чимось посередині.

## Скриптед-серіаліті в Україні
Скриптед-серіаліті — порівняно новий феномен в Україні. Залежно від телеканалу, цей телеформат називають по-різному. Так на телеканалах групи StarLightMedia («7Я Рози», «Київ вдень та вночі», «Сліпа» тощо) свої скриптед-серіаліті згадують як просто серіаліті. На відміну від StarLightMedia, телеканали групи 1+1 media («102. Поліція» тощо) свої скриптед-серіаліті називають скриптед-реаліті. Телеканали групи Media Group Ukraine («Агенти справедливості», «Реальна містика», «Історія одного злочину», «Виклик», «Хід прокурора» тощо) також найчастіше називають свої скриптед-серіаліті скриптед-реаліті, але також іноді означують цей формат як докуреаліті.
Продюсери StarLightMedia означують цей формат як «події, які розгортаються в реальному часі з реальними людьми. Герої — не актори, а звичайні молоді люди, які опиняються в заданих сценарієм ситуаціях і проявляють в них свої природні, непідробні емоції.» Зокрема Інна Мельник, творець Київ вдень та вночі підкреслила що скриптед-серіаліті це «суміш реаліті і серіалу. Наші герої — не актори. Їм було б дуже складно зіграти вигадки сценаристів. На екранах вони проживають реальні історії зі свого життя. Але, щоб зробити їх яскравішими і об'ємнішими, ми додаємо туди сюжетні деталі».